# Ꙍ
Ne doit pas être confondu avec la lettre cyrillique oméga ‹ Ѡ, ѡ ›, la lettre grecque oméga ‹ Ω, ω › ou la lettre latine oméga ‹ Ꞷ, ꞷ ›.
L’oméga long (capitale : Ꙍ, minuscule : ꙍ), est une lettre archaïque de l’écriture cyrillique utilisée avec un diacritique suscrit au côté de l’oméga ‹ Ѡ ѡ ›, de manière emphatique pour l’article vocatif « Ô ! ». Elle a aussi été utilisée, dans des livres d’apprentissage de 1631, 1653, et 1692, sans diacritique suscrit ou dans une grammaire de 1648 comme translittération de la lettre grecque oméga ‹ Ω ω › dans certains noms propres.

## Représentations informatiques
L’oméga long peut être représenté avec les caractères Unicode suivants :
| formes    | représentations | chaînes de caractères | points de code | descriptions                           |
| --------- | --------------- | --------------------- | -------------- | -------------------------------------- |
| capitale  | Ꙍ               | Ꙍ                     | U+A64C         | lettre majuscule cyrillique oméga long |
| minuscule | ꙍ               | ꙍ                     | U+A64D         | lettre minuscule cyrillique oméga long |